# Ледянка (лодка)
Ледянка — маломерная гребная лодка, днище которой усиливалось полозьями из полосового железа. Благодаря этому ледянки могли перетаскиваться на лямках по льду.
Исторически ледянки широко применялись для зверобойного промысла в северных районах России. Помимо этого, их активно использовали для тюленьего промысла вдоль береговой линии Терского берега и Мезенского залива. В современных реалиях ледянками комплектуются все плавсредства арктического плавания и ледоколы.
Грузоподъёмность ледянки обычно не превышала полутора — двух тонн, а длина — около 5 — 7 метров.